# Ukrán Madonna
Az Ukrán Madonna egy gyermekét szoptató nő szimbolikus képe, aki 2022-ben Kijev ostroma alatt az orosz rakétatámadások elől a metróba menekült, hogy megvédje a támadásoktól magát és a gyermekét. Földes András a nőről készült képe népszerűvé vált az interneten, ami egyszerre a humanitárius válságot és az igazságtalan háborút is szemlélteti. A fénykép adott ihletet az olaszországi Mugnano di Napoli katolikus templomában kihelyezett festmény elkészítéséhez, ami remény és a béke művészi szimbólumává vált.

## Története
Az Ukrajna elleni invázió első napjaiban Földes András, a Telex riportere több munkatársával utazott az ukrán fővárosba háborús beszámolót és videóriport készíteni. A kijevi metró Szvjatosino–Brovari-vonalán fekvő Unyiverszitet állomáson vette észre a három hónapos gyermekét szoptató 27 éves Tetyana Bliznyakot, aki az orosz rakétatámadások elől a metróba menekült. Az ukrán főváros Boriszpillel határos részén élő nő 2022. február 25-én menekült le az óvóhelyként működő metróállomásra férjével és gyermekükkel. Az óvóhelyről február 26-án kellett volna kimenteni az ott tartózkodókat, azonban Kijev utcáin egyre dúló harcok miatt erre akkor nem volt lehetőség. A fénykép nagy népszerűségre tett szert az interneten, még a Vatikán is felhasználta Ferenc pápa háborút elítélő beszédének illusztrálására.  Marina Szolomennikova Dnyipróban élő ukrán illusztrátor a fényképből vett ötletet a saját képe elkészítésében, melyen a gyermekét szoptató nőt Szűz Máriaként, a nő kapucniját Mária fátylaként, a háttérben lévő metrótérképet glóriaként ábrázolja. A művész a képet 2022. március 5-én tette közzé az interneten.
A Madonna a metróból névre keresztelt Mária-portré vászonmásolatát Vjacseszlav Okuny jezsuita pap kérésére Olaszországba szállították. A képet a nagycsütörtöki misén avatta fel a nápolyi érsek, majd Mugnano di Napoli katolikus templomában állították ki. Az ikont Ferenc pápa 2022. március 25-én szentelte fel.
Tetyana Bliznyak a Lvivi területről származik. A Lvivi Művészeti Akadéminán szerzett restaurátor végzettséget. Később férjhez ment és Kijevbe költözött, ahol egy művészeti stúdióban dolgozott. Tetyana Bliznyak az orosz támadás után Lvivben talált menedéket.

## Jelentősége
A kép egyszerre a humanitárius válságot és az igazságtalan háborút is szemlélteti, de ugyanakkor a remény és a béke szimbólumává is vált Ukrajnában. A portré modern Mária-szimbólumként is tekinthető, mivel az ukrán anyuka csak úgy menekítette gyermekét a háború dúlása elől, mint ahogy Mária Jézust Nagy Heródes elől.

## Fordítás
- Ez a szócikk részben vagy egészben  a   Madonna of Kyiv című angol Wikipédia-szócikk fordításán alapul.  Az eredeti cikk szerkesztőit annak laptörténete sorolja fel. Ez a jelzés csupán a megfogalmazás eredetét és a szerzői jogokat jelzi, nem szolgál a cikkben szereplő információk forrásmegjelöléseként.